# 1933 en Alberta
Chronologie de l'Alberta
- 1929
- 1930
- 1931
- 1932
- 1933
- 1934
- 1935
- 1936
- 1937

Cette page concerne des événements qui se sont produits durant l'année 1933 dans la province canadienne de l'Alberta.

## Politique
- Premier ministre : John Edward Brownlee des United Farmers
- Chef de l'Opposition :
- Lieutenant-gouverneur : William Legh Walsh
- Législature :

## Naissances
- 1 janvier : William Fruet, producteur, réalisateur et scénariste canadien né  à Lethbridge.
- 3 avril : Billy Dea (né à Edmonton), joueur professionnel de hockey sur glace en Amérique du Nord. Il fut également entraîneur dans la Ligue nationale de hockey (LNH).
- 30 août : Don Getty, premier ministre de l'Alberta.
- 5 septembre : Eddie Carroll, né à Edmonton et décédé à Woodland Hills, Californie, le 6 avril 2010, acteur canadien.
- 6 décembre : Dennis Burton, de son nom complet Denis Norman Eugene Burton[1], (né à Lethbridge et mort le 8 juillet 2013[1] à Vancouver) , peintre et sculpteur contemporain canadien.

## Décès
- 27 octobre : Emily Murphy (née le 14 mars 1868 à Cookstown (auj. Innisfil), Ontario, morte à Edmonton[2]), écrivaine canadienne et la première femme juge municipale de l'empire britannique.